# Seno Campos Urquiza
Seno Campos Urquiza ist eine Bucht an der Danco-Küste des Grahamlands auf der Antarktischen Halbinsel. Sie bildet den westlichen Seitenarm der Salvesen Cove auf der Ostseite der Behn-Halbinsel.
Argentinische Wissenschaftler benannten sie. Der weitere Benennungshintergrund ist nicht überliefert.